# Bad Thoughts
Bad Thoughts è un singolo del rapper canadese bbno$, pubblicato il 7 novembre 2019 come quarto estratto dal terzo album in studio I Don't Care at All.

## Video musicale
Il video musicale, diretto da Shiraz, è stato reso disponibile sul canale YouTube del rapper il 22 novembre 2019.

## Tracce
Testi e musiche di Alexander Leon Gumuchian e Ari Starace.
1. Bad Thoughts – 2:32